# 28209 Chatterjee
28209 Chatterjee este un asteroid din centura principală de asteroizi.

## Descriere
28209 Chatterjee este un asteroid din centura principală de asteroizi. A fost descoperit pe 14 decembrie 1998 la Socorro, New Mexico, în cadrul proiectului LINEAR. Asteroidul prezintă o orbită caracterizată de o semiaxă mare de 2,64 ua, o excentricitate de 0,09 și o înclinație de 9,7° în raport cu ecliptica.